# 有山輝雄
有山 輝雄（ありやま てるお、1943年 - ）は、日本のメディア史研究者、元東京経済大学コミュニケーション学部教授。「日本メディア史研究の第一人者」とも評される。

## 略歴
神奈川県生まれ。1967年、東京大学文学部国史学科卒業。1972年、同大学院社会学研究科社会学Bコース博士課程単位取得退学。社団法人日本新聞協会勤務、桃山学院大学社会学部助教授、成城大学文芸学部助教授、1989年教授を経て、2002年に東京経済大学コミュニケーション学部教授となった。東京経済大学では、2004年から2008年にかけてコミュニケーション学研究科研究科長を務め、2014年に定年退職。
2005年から2007年にかけて、日本マス・コミュニケーション学会会長を務めた。

## 著書

### 単著
- 『徳富蘇峰と国民新聞』（吉川弘文館, 1992年）オンデマンド版　2023年　　ISBN　9784642736312
- 『近代日本ジャーナリズムの構造――大阪朝日新聞白虹事件前後』（東京出版, 1995年）
- 『甲子園野球と日本人――メディアのつくったイベント』（吉川弘文館<歴史文化ライブラリー>, 1997年）オンデマンド版　2017　ISBN　9784642754149
- 『戦後史のなかの憲法とジャーナリズム』（柏書房, 1998年）
- 『海外観光旅行の誕生』（吉川弘文館<歴史文化ライブラリー>, 2002年）オンデマンド版　ISBN　9784642755344
- 『陸羯南』（吉川弘文館<人物叢書>, 2007年）ISBN　9784642052399
- 『「中立」新聞の形成』（世界思想社, 2008年）
- 『近代日本のメディアと地域社会』（吉川弘文館, 2009年）オンデマンド版　2017　ISBN　9784642737913
- 『情報覇権と帝国日本』（吉川弘文館）
  - 『Ⅰ 海底ケーブルと通信社の誕生』 2013年　ISBN　9784642038232
  - 『Ⅱ 通信技術の拡大と宣伝戦』 2013年　ISBN　9784642038249
  - 『Ⅲ 東アジア電信網と朝鮮通信支配』 2016年　ISBN　9784642038607
- 『近代日本メディア史』（吉川弘文館）
  - 『Ⅰ 1868-1918』 2023年　ISBN　9784642039277
  - 『Ⅱ 1919-2018』 2023年　ISBN　9784642039284

### 編著
- 『占領期メディア史研究――自由と統制・1945年』（柏書房, 1996年）

### 共編著
全て世界思想社より
- （津金沢聡広）『現代メディアを学ぶ人のために』（1995年）
- （津金沢聡広）『戦時期日本のメディア・イベント』（1998年）
- （竹山昭子）『メディア史を学ぶ人のために』（2004年）

### 編纂史料
全て西山武典と共同編集、柏書房より
- 『近代日本メディア史資料集成 同盟通信社関係資料（全10巻）』（1999年）
- 『近代日本メディア史資料集成 情報局関係資料（全7巻）』（2000年）
- 『近代日本メディア史資料集成 国際通信社・新聞連合社関係資料（全4巻）』（2000年）

### 監修史料
全てゆまに書房より
- 『新聞史資料集成 明治期篇 （1・2）』（山本武利共同監修, 1995年）
- 『NHK年鑑（全19巻）』（日本放送出版協会編, 1999年）
- 『占領期新聞資料集成 日本新聞年鑑（全6巻, 昭和22-28年）』（日本新聞協会編, 2001年）
- 『占領期新聞資料集成 新聞協会資料（全3巻）』（日本新聞協会編, 2001年）
- 『新聞広告総覧（全9巻, 1932-1940年）』（新聞広告奨励会編, 2004年）
- 『昭和初期新聞ジャーナリズム論集（全3巻）』（2005年）
- 『あるジャーナリストの敗戦日記 1945-1946』（森正蔵著, 2005年）
- 『日本画報――付・日露戦時旬報（上・下）』（高木宏治編, 2008年）
- 『東亜時論（全3巻）』（高木宏治編, 2010年）

## 参考
- 東京経済大学の教員
- 『現代日本人名録』2002年